# アルカテル・ルーセント
アルカテル・ルーセント（仏: Alcatel-Lucent）は、かつて存在したフランスを本拠とする通信システム・装置メーカー。ユーロネクスト・パリ、ニューヨーク証券取引所に上場していた。
2006年12月1日にアルカテル社とAT&T系のルーセント・テクノロジーが合併し、アルカテル・ルーセントとなった。2016年、フィンランドの通信インフラ開発企業ノキアに買収され、ノキアネットワークス社へ統合された。
通信事業者やプロバイダ、一般企業に対する通信インフラ、システムを世界規模で提供し、固定通信および移動通信向けブロードバンドインターネット接続、アプリケーションの分野において主導的な地位を占め、宇宙事業や軍用通信分野にも進出していた。傘下に有名なベル研究所があり、世界130ヶ国以上でビジネスを展開するグローバル企業であった。

## 沿革

### アルザスの先端技術産業
- 1826年、アルザス建設機械（Société Alsacienne de Constructions Mécaniques）が創業。
- 1898年、ピエール・アザリア（Pierre Azaria）がCGE（Compagnie générale d'électricité）を創業。
- 1925年、CGEがリヨンケーブル（Compagnie Générale des Câbles de Lyon）を吸収した。
- 1928年、アルザス建設機械とフランス・トムソン・ヒューストン（Compagnie française pour l'exploitation des procédés Thomson Houston）が合併してアルストムとなった。
- 1966年、CGEがアルカテル（Société Alsacienne de Constructions Atomiques, de Télécommunications et d'électronique）を吸収した。アルカテルはミュルーズの兵器産業であった。
- 1969年、アルストムがCGEの傘下となった。
- 1981年、CGEがジェネラル・デ・ゾー（現ヴィヴェンディ）株の15％を取得したと公表した[1]。
- 1982年、ジャン・ピエール（Jean-Pierre Brunet）がCGE会長となった。前会長（Ambroise Roux）は金融界で活躍するようになって、後にバークレイズの重役となった。
- 1984年、BNPパリバに兄弟のいるペブルー（Georges Pébereau）がCGE会長となった。
- 1986年、CGEがニューヨークのITT（ITT Inc.）からケロッグ（Kellogg Switchboard & Supply Company）をふくむ欧州電話事業を買収した。エドゥアール・バラデュールがCGE民営化のためトップを交代させた（Pierre Suard）。ミッテランの公営化政策としては例外措置であった。このCGEがフラマトム（Framatome, 現アレヴァ）へ40％も資本参加した。

### ゼネラル・エレクトリックとAEG
- 1987年、CGEが民営化。アルストムがTGV Atlantiqueを受注。
- 1988年、アルストムがゼネラル・エレクトリックと提携した。
- 1989年、CGEの合意を得て、アルストムとゼネラル・エレクトリックの合弁会社が発足した（Cegelec）。
- 1990年、CGEがフィアットの合意を得てイタリアの通信事業（Telettra）を買収できることになった。
- 1991年、CGEがアルカテル＝アルストムと改称した。
- 1992年、アルカテル＝アルストムがダイムラー傘下のAEGケーブル部門（AEG Kabel）を買収した。欧州委員会から認可を得た上でのテイク・オーバーだったが、ドイツ政府は独自に連邦カルテル庁で審査すると書面で述べて抗議した。
- 1993年、アルカテル＝アルストムがノーテルネットワークスの海底ケーブル部門を買収。
- 1995年、アルカテル＝アルストムで会長が交代した（Serge Tchuruk）。
- 1998年、アルカテル＝アルストムが社名をアルカテルに改めた（Alcatel）。
- 2000年、アルカテルはニューズ・ブリッジ（Newbridge Networks）とジェネシス（Genesys）とイノベーティブ・ファイバーズ（Innovative Fibers）を買収した。ケーブル事業を子会社化し（Nexans）、アバイアをスピンオフさせた。
- 2001年、アルカテルがアルストム株を24％売却した。Nexansの支配率は20％にとどまった。アルカテルは傘下の宇宙事業にタレス・グループが保有していた株式を全て買い取り完全子会社化した。以降、アルカテルはタレス株を大量売却していった。
- 2002年、アルカテル上海ベル会社を傘下におさめた以外は事業売却を推進した。
- 2004年、アルカテル・モバイルの45％を中国のTCL集団に売却した。

### アルカテル・ルーセント時代
- 2006年、ノーテルから第3世代移動通信システム事業を買収。また、ルーセント・テクノロジーと合併（アルカテル・ルーセント）。
- 2007年、トムソン顧問会社を買収した（Thompson Advisory Group, Inc.）。
- 2008年、オランダ軍人・ITTに経歴をもつ新会長（Ben Verwaayen）。
- 2010年12月、アルカテル・バキューム・テクノロジーをファイファー・バキューム社へ売却した。
- 2014年10月、アルカテル・ルーセント・エンタープライズを中国の中国華信郵政開発経済センターに売却した[2]。
- 2015年4月、フィンランドの通信機器大手ノキアが、アルカテル・ルーセントを時価換算およそ156億ユーロ（約1兆9700億円）で買収し、統合すると発表した[3]。
- 2016年1月、ノキアの子会社となった。

ル・モンドアーカイブによると、2012年10月に1430人のフランス従業員を解雇した。リストラの背景として、2003年から2013年まで毎年8億ユーロの損失を出していたとみられている。29000の特許を保持するためにゴールドマン・サックスとクレディ・スイスから20億ユーロの融資を受けなければならなかった。保持される特許は50億ユーロと見積もられ、売却の可能性は政府を脅かしていた。

## 主要製品
- 固定通信分野
  - データーネットワーク
  - 音声ネットワーク
  - 地上及び海底光ネットワーク
  - 応用ソリューション
  - 光ファイバー
  - 海底ケーブル

- 移動体通信
  - モバイルネットワーク
  - 携帯電話
  - マイクロ波通信ネットワーク
- プライベート通信ネットワーク
  - 宇宙通信ネットワーク
  - ハイテク電池システム

## 研究開発センター
- マクルーシ（フランス）
- シュトゥットガルト（ドイツ）
- アントウェルペン（ベルギー）
- プレイノ（アメリカテキサス州）
- オタワ（カナダ）
- 上海（中国）

## 財務
2013年3月期の連結決算
- 売上高 14,446 Million €
- 営業利益 -260 Million €
- 純利益 -1,451 Million €
- 総資産 21,365 Million €

- 2015年1月の時価総額は約95億€（約1兆3,000億円）